# Adine Fafard-Drolet
Adine Fafard-Drolet est une cantatrice québécoise, fondatrice du premier conservatoire de musique de Québec en 1911. Elle est née à L'Islet le 3 mai 1876 et morte à l'âge de 86 ans à Sainte-Germaine du Lac-Etchemin le 31 janvier 1963.

## Biographie

### Années de jeunesse
Marie-Claire-Adine Fafard est née le 3 mai 1876 à L'Islet, en Chaudière-Appalaches. Elle était la fille de Louis-Auguste Fafard et d'Alphonsine Couillard-Dupuis de l'Epinay-Dupuis. Selon le site de la ville de Québec, madame Fafard-Drolet aurait habité, de 1921 à 1923, au 25 rue Mont-Carmel (La Cité-Limoilou), où on a apposé une épigraphe.

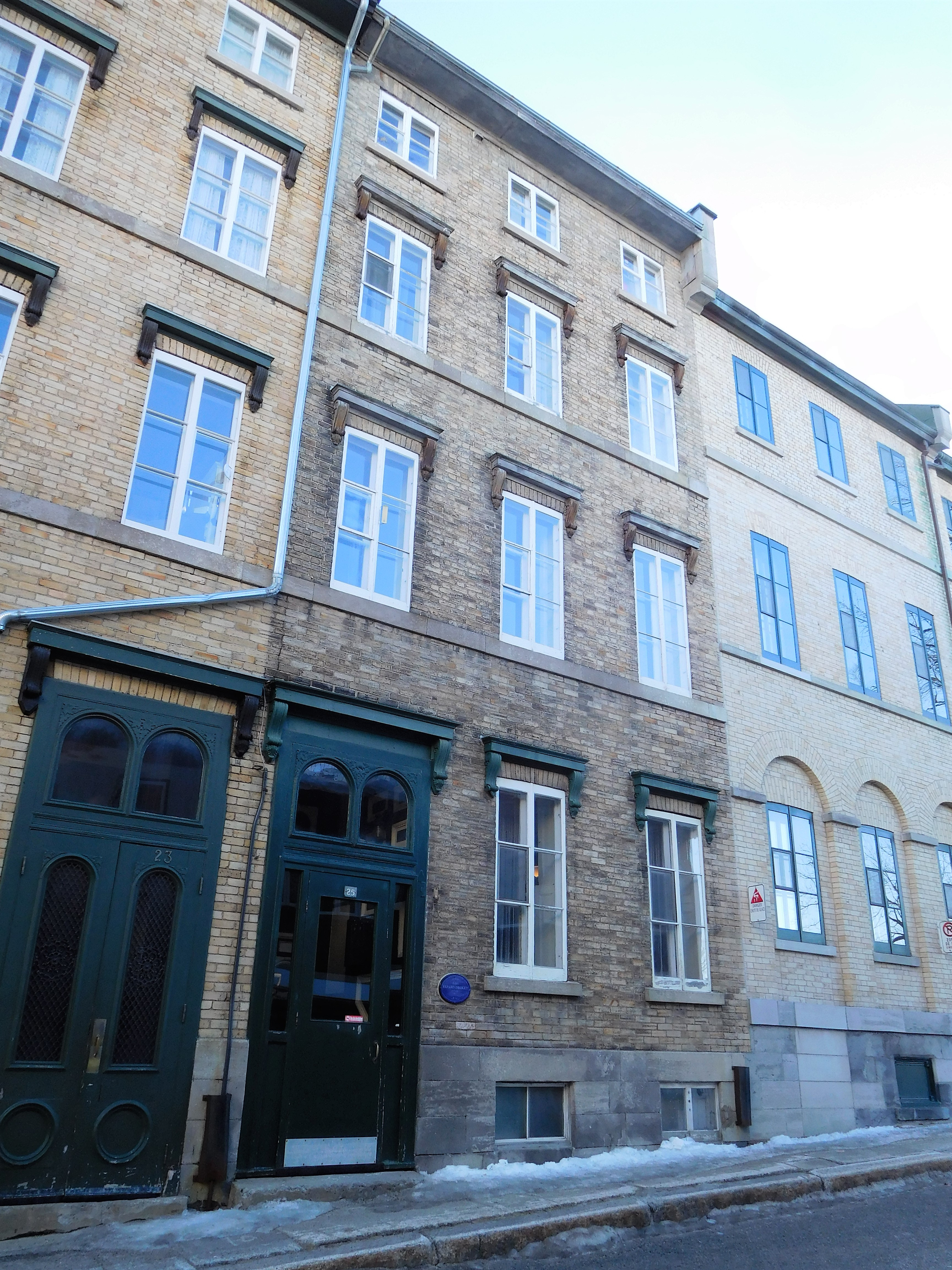
25, rue Mont-Carmel
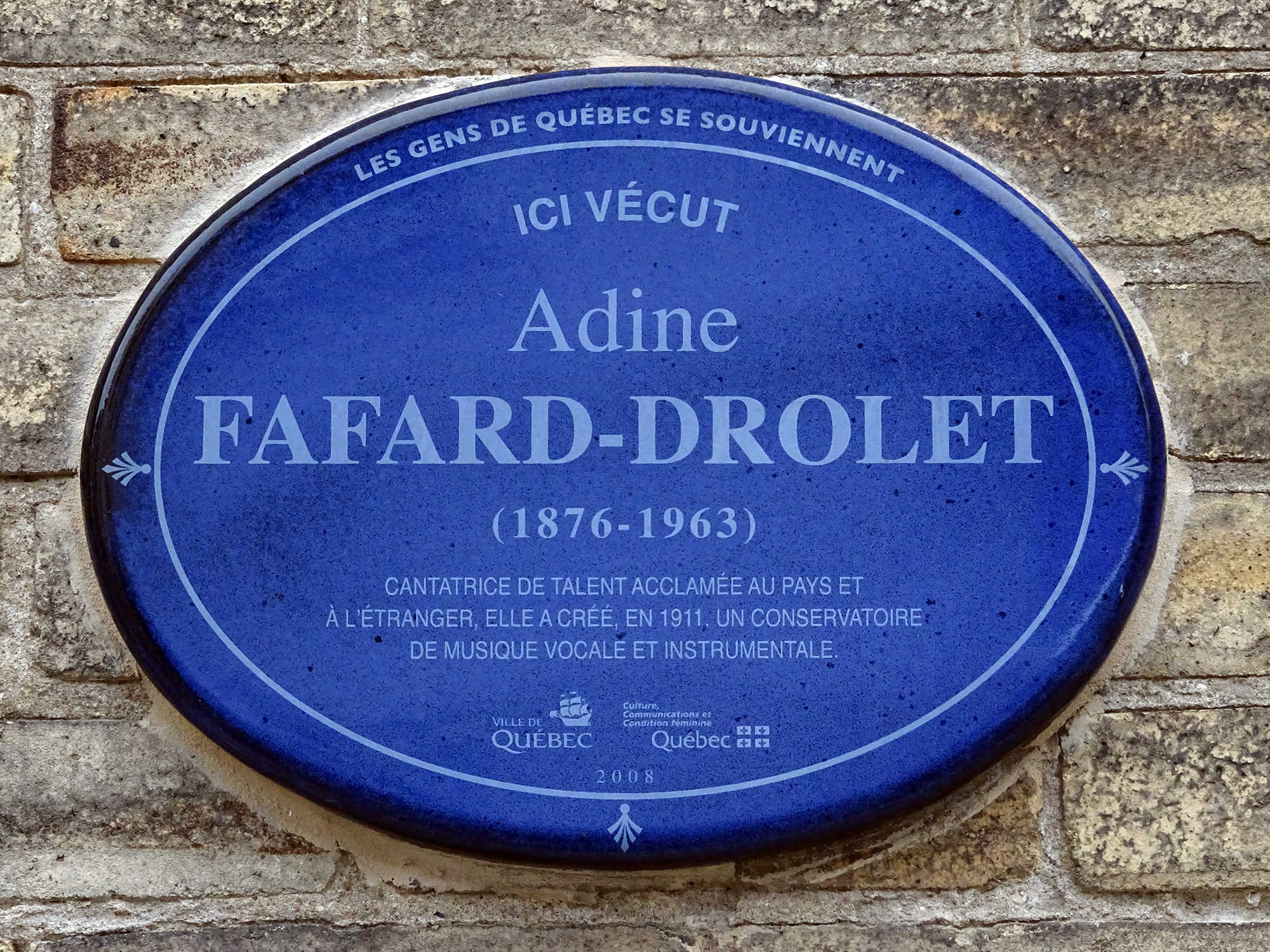
Plaque

La jeune femme fait ses études au couvent Jésus-Marie à Saint-Joseph de Lévis. Très vite, la jeune Adine développe ses talents musicaux, particulièrement en chant. Son premier professeur fut Marie de la Conception, « née Hamel, de la famille de feu Abraham Hamel, ancien négociant en gros de Québec ».
Adine Fafard cumule les succès : en 1893, elle reçoit un premier accessit de solfège et de théorie musicale, suivi d'un premier prix de théorie musicale (1894), d'un premier grand prix de solfège et de théorie musicale (1896), un prix d'honneur avec médaille d'or (1896) et, en 1907, un diplôme de chant Advanced Grade au Royal college de Londres.
En dehors du couvent, Adine Fafard a étudié avec Mme E. Lynch, Mme (Dr) Arthur Lavoie, née Lebouthiller et Mlle Céline Marier.

### Mort tragique de son père
Le 1er mars 1897, monsieur Louis-Auguste Fafard, père d'Adine, perd brutalement la vie dans un accident de voiture. Monsieur Fafard était venu entendre sa fille qui donnait un concert à l'église Saint-Joseph-de-Lévis, le dimanche 28 février 1897. L'accident eut lieu le lendemain du concert, soit le lundi matin, aux environs de 9h30, alors que monsieur Fafard se rendait à Québec par le traversier de Lévis. Accompagné de ses deux filles, dont Adine Fafard-Drolet, il devait conduire cette dernière chez son professeure, madame E. Lynch. Alors qu'il s'engageait sur la voie ferrée, M. Fafard n'aperçut pas le train de l'Intercolonial qui approchait, selon ce que rapporte Le Soleil du 1er mars 1897. Une clôture lui bloquait la vue et assourdissait les cloches qui sonnaient l'alerte. Les deux filles eurent tout juste le temps de sauter de la voiture avant que la locomotive ne la heurte, emportant dans sa course le véhicule ainsi que le corps de monsieur Fafard, décédé au moment de l'impact. D'après un article du Quebec Daily Mercury, le corps fut coincé sous le train et plusieurs de ses membres, dont la tête et les mains, furent sectionnées. Ce qui restait du corps fut transporté au presbytère de Saint-Joseph de Lévis, dont le curé était le frère du défunt, et où le coroner Belleau fit son enquête. Louis-Auguste Fafard fut inhumé le 4 mars 1897 à Notre-Dame de Bon-Secours de L'Islet et l'acte de sépulture se lit comme suit : « décédé subitement accidentellement le premier du même mois en la paroisse de Notre-Dame de Lévis ».
Certains détails concernant l'accident sont encore à préciser ou sont divergents d'un article à l'autre. On dit, entre autres et selon le Quebec Daily Mercury, que monsieur Fafard était aux commandes d'une calèche tirée par un cheval et lorsque celui-ci aperçut le train, dans un élan de panique, il fonça droit vers la voie ferrée pour la traverser, traînant derrière lui la calèche et ses passagers. De plus, dans un article paru dans L'Événement, on peut lire que monsieur Fafard était accompagné, dans la voiture, d'Adine Fafard, de la servante du curé Fafard et de sa nièce. À la suite de cet événement tragique, Adine Fafard alla vivre momentanément chez son oncle, l'abbé Edouard Fafard de Saint-Joseph-de-Lévis.

### Débuts en carrière
Ce drame n'empêcha pas Adine Fafard de poursuivre ses études et on put l'entendre, entre autres, aux côtés du baryton Joseph Saucier et d'un chœur dirigé par Arthur Paquet lors d'une soirée donnée pour l'inauguration du nouvel orgue Casavant de Saint-Sauveur, inauguré par Gustave et Henri Gagnon, Georges Hébert (Saint-Jean-Baptiste), Léonce Crépault (Saint-Roch) et Joseph-Alexandre Gilbert, invités par Arthur Bernier, organiste de la paroisse.
Le frère d'Adine Fafard, le futur sénateur Fernand Fafard, fut aussi chanteur amateur : il se fit notamment entendre dans le rôle-titre de La Chanson de Fortunio d'Offenbach au cours d'une séance dramatique donnée à l'occasion du 50e anniversaire du Collège de Lévis (inauguré le 15 septembre 1853 par l'abbé Joseph-David Déziel) à la Halle Notre-Dame à Lévis, avec un petit orchestre dirigé par W. Roy. Les festivités s'étalèrent du 22 au 24 juin 1903.
Le 4 août 1903, Adine Fafard épouse Elzéar N. P. Drolet (né en 1865, fils d'Isidore et de Rosalie Hamel-mariés à L'Ancienne-Lorette le 22 janvier 1856) à L'Islet. Elzéar Drolet était notaire et il résidait au 104, rue Saint-Jean. Une fois mariée, Adine Fafard se fait appeler Madame E. Drolet (ainsi qu'il apert au programme de la Société symphonique de Québec du 29 février 1904 [voir plus bas]).
En mars 1904, elle reçoit une lettre de remerciements de M. Joseph Talbot pour un concert donné à la Société symphonique de Québec le 29 février et au cours duquel elle avait interprété l'air « Mon cœur s'ouvre à ta voix » de Samson et Dalila de Saint-Saëns et la Barcarolle de Jean-Théodore Radoux.
À peine un an plus tard, la jeune madame Drolet perd son mari, décédé le 7 octobre 1905 à l'âge de 40 ans et 10 mois et inhumé à l'Ancienne-Lorette le 10 octobre 1905. Monsieur Drolet n'eut pas la chance de connaître son fils Yvan, né le 19 février 1906 et baptisé le 20 dans la paroisse de Saint-Jean-Baptiste dans la ville de Québec. Le petit Yvan décède lui-même le 7 septembre 1906 à l'âge de 6 mois et 19 jours. Il est inhumé à l'Ancienne-Lorette le 9 septembre 1906. Après la mort de son mari, la jeune veuve adopte définitivement le nom d'Adine Fafard-Drolet.

### Séjour à Paris
En 1907, à la suite de la mort rapprochée de son mari et de son fils, Adine Fafard-Drolet part pour l’Europe. N’ayant plus de lien significatif avec le Québec, elle décide de poursuivre ses études en France, tout d’abord à Paris, avec Jean-Baptiste Faure, Mathilde Marchesi et Mary Garnier, et plus tard à Lyon, à l’école Ciampi. Elle s'y fait remarquer en participant à plusieurs concerts, notamment, en janvier 1909, à la célébration du cinquantième anniversaire de l’Association Amicale des anciens élèves du Lycée Condorcet, fête où se  trouvait, entre autres, un éminent critique de l’Académie française, Jules Claretie. Elle interpréta lors de concerts à Paris des airs de Gluck, de Verdi et de Gounod. De plus, au mois de mai de la même année, elle eut le privilège d'auditionner pour Jules Massenet : ayant conquis le compositeur, Mme Fafard se fit même offrir le rôle principal féminin, Dulcinée, dans Don Quichotte, opéra en cinq actes dont Massenet avait déjà entrepris la composition. Désireuse de rentrer dans son pays pour y fonder un conservatoire, la jeune artiste dut malheureusement y renoncer. On sait par ailleurs qu'elle chanta pour le roi d'Espagne, Alphonse XIII, au cours de ses deux années passées en France.

### Retour au Québec
Adine Fafard-Drolet revient au Canada en 1909. Elle chante à l'Auditorium de Québec (actuel Théâtre Capitole de Québec) le premier octobre. S'ensuit une série de concerts en souvenir de « Françoise » (Robertine Barry) au Château Frontenac, au Ladies Musical Club de Québec, ainsi qu'à Old Orchard, New York, L'Islet, Montmagny, Fraserville (Rivière-du-Loup), Sherbrooke et Chicoutimi).
Conseillée par Ernest Gagnon, Mme Fafard-Drolet fonde ensuite une école de musique, le Conservatoire de Québec (aussi appelé Conservatoire de musique vocale et instrumentale ou, plus simplement, Conservatoire Fafard-Drolet), situé d'abord au 17, rue Sainte-Ursule. Ce dernier a pour devise : « Dieu, Art vocal et Patrie ». Adine Fafard-Drolet y enseigne selon la méthode Marchési. Les cours y sont gratuits, grâce à une subvention que lui octroie annuellement le premier ministre Lomer Gouin et sont d'une durée de trois ans. Les élèves y apprennent la théorie musicale, le solfège, l'histoire de la musique, la pose de la voix, la phonétique, le piano, le violon, le violoncelle, l’harmonium. À la suite d'un séjour de la directrice à New York auprès de Sœur St-Augustin des religieuses de Jésus-marie, elle y ajoute le chant grégorien.
Le Conservatoire Fafard-Drolet aura plusieurs adresses. Il est d'abord situé au 17, rue Sainte-Ursule, puis de 1914 à 1919, il déménage au 35, rue d'Auteuil, à la salle Loyola. De 1919 à 1920, il est au 11, rue Haldimand . Il passe ensuite au 127, rue Sainte-Anne de 1920 à 1921, au 25 rue Mont-Carmel de 1921 à 1923 avant de se transporter au 113 rue Sainte-Anne. Il ferme ses portes en 1939, au début de la Seconde Guerre mondiale.
En 1913, Adine Fafard-Drolet aurait effectué un second voyage à Paris. En 1922, elle est engagée par la Commission scolaire catholique de Québec pour enseigner le chant dans les écoles.
Mme Fafard-Drolet reçoit en 1928 la médaille d’argent du lieutenant-gouverneur du Québec, l’honorable Pérodeau (voir Narcisse Pérodeau), pour ses dix-sept ans de service dans son conservatoire. Divers événements soulignent le vingt-cinquième anniversaire de fondation de son conservatoire en 1936.
Adine Fafard-Drolet décède dans l'ancien Sanatorium Bégin, à Sainte-Germaine du Lac-Etchemin le 31 janvier 1963 à l'âge de 86 ans. Elle est inhumée au Cimetière Saint-Michel-de-Sillery, non loin de René Lévesque.

## Généalogie
| Nom                                                | Relation                                                                              | Dates      |
| -------------------------------------------------- | ------------------------------------------------------------------------------------- | ---------- |
| Louis-Auguste Fafard                               | Père d’Adine Fafard-Drolet                                                            | 18..-1897  |
| Alphonsine C.Dupuis (Couillard de l'Epinay-Dupuis) | Mère d’Adine Fafard-Drolet                                                            |            |
| Auguste Fafard                                     | Fils de Louis-Auguste Fafard et d’Alphonsine C. Dupuis                                |            |
| J.Edouard Fafard                                   | Fils de Louis-Auguste Fafard et d’Alphonsine C. Dupuis                                |            |
| Fernand J. Fafard                                  | Fils de Louis-Auguste Fafard et d’Alphonsine C. Dupuis                                |            |
| Armand Fafard                                      | Fils de Louis-Auguste Fafard et d’Alphonsine C. Dupuis                                |            |
| Sœur Léda Fafard                                   | Fille de Louis-Auguste Fafard et d’Alphonsine C. Dupuis                               | .... -1956 |
| Sœur Marie-Louise Fafard                           | Fille de Louis-Auguste Fafard et d’Alphonsine C. Dupuis                               | .... -1955 |
| Adine Fafard-Drolet                                | Fille de Louis-Auguste Fafars et d’Alphonsine C. Dupuis, épouse d’Elzéar N. P. Drolet | 1876-1963  |
| Elzéar N. P. Drolet                                | Files d’Isidore et Rosalie Hamel, époux d’Adine Fafard-Drolet                         | .... -1905 |
| Yvan Drolet                                        | Fils d’Elzéar Drolet et d’Adine Fafard-Drolet                                         | 1906-1906  |
| Isidore Hamel                                      | Père d’Elzéar Drolet                                                                  |            |
| Rosalie Hamel                                      | Mère d’Elzéar Drolet                                                                  |            |
| Prêtre Ambroise Fafard                             | Cousin d'Adine, fils de...                                                            |            |
| Mme Marie-Marthe                                   | Cousine d’Adine Fafard-Drolet, fille de…                                              |            |
| Mme Saint-Bernardin                                | Cousine d’Adine Fafard-Drolet, fille de…                                              |            |
| Mme Saint-Jules                                    | Cousine d’Adine Fafard-Drolet, fille de…                                              |            |
| Arthur Fafard                                      | Neveu d’Adine Fafard-Drolet, fils de…                                                 |            |
| Jacques Fafard                                     | Neveu d’Adine Fafard-Drolet, fils de…                                                 |            |
| Thérèse Fafard                                     | Nièce d’Adine Fafard-Drolet, fille de…                                                |            |

## Hommages
- Une plaque "Ici vécut" de la ville de Québec est présente au 25, rue Mont-Carmel, en son honneur, pour indiquer son ancien lieu de résidence.